# Cristina Modreanu

Cristina Modreanu (n. 22 septembrie 1974, Buzău) este critic de teatru, jurnalist, curator și expert în artele spectacolului.

## Biografie
Cristina Modreanu s-a născut la Buzău, la 22 septembrie 1974. În 1997 obține licența în jurnalism la Facultatea de Jurnalism și Științele Comunicării din cadrul Universității din București, cu lucrarea Tendințe în publicistica teatrală românească, în perioada 1990 - 1996. Din anul 2009 este doctor în teatru al Universității de Artă Teatrală și Cinematografică, unde a susținut teza Reinventarea spațiului de joc în teatrul românesc de după 1990, coordonator Mihaela Tonitza-Iordache, obținând calificativul "Summa cum laude".

## Activitate profesională
În anul 1993, studentă fiind, a fost reporter al ziarului Azi, departamentul „Cultură”, apoi la suplimentul teatral Rampa (1994) al aceluiași ziar. În perioada 1997 - 2004 a fost titular al rubricii teatrale în cotidianul Adevărul. În această perioadă, a colaborat și la revista de specialitate Teatrul azi (1998). În anul 2000 a participat la Stagiul Tinerilor Critici de Teatru, organizat de Asociația Internațională a Criticilor de Teatru, la Strasbourg. În 2001 a fost distinsă cu Premiul Asociației Internaționale a Criticilor de Teatru (AICT)  „12 pentru generația 2000” acordat în cadrul Galei UNITER, iar în 2002 a obținut Marele Premiu la secțiunea „Jurnalism cultural” a concursului „Tânărul jurnalist al anului”, organizat de Fundația Freedom House Romanian Publishing Group Connex. A fost redactor-șef-adjunct al săptămânalului Adevărul Literar și Artistic (2002), iar din 2002 este membru în senatul UNITER. În perioada 2003-2006 a fost realizator și moderator pentru canalul TVR Cultural. Anul 2004 vine cu Premiul UNITER pentru critică de teatru. La cotidianului Gândul ocupă funcția de șef al departamentului „Cultură” (2005) și, din 2007 pe cea de redactor-șef adjunct.
Cristina Modreanu mai activează ca selecționer și consilier pentru festivaluri de teatru și evenimente artistice.
Este autoare a cinci cărți despre teatrul românesc și a numeroase articole în reviste de cultură din România și din străinătate. Este redactor-șef al revistei de artele spectacolului Scena.ro, pe care a co-fondat-o în 2008, dar și lector universitar la Centrul de Excelență în Studiul Imaginii din cadrul Universității București. A susținut conferințe pe teme teatrale la Valladolid (2004), Berlin (2006), Stockholm (2007), Universitatea din Tel-Aviv (2011), Universitatea din Plymouth (2011), Universitatea California din San Diego (2012). Cristina Modreanu este Fulbright Alumna și a fost Visiting Scholar al New York University, Tisch School of the Arts, Departamentul Performance Studies, 2011–2012.
Este curatorul celor mai importante festivaluri de teatru din România, selecționer al FestCo - Festivalul Comediei Românești, consultant al Festivalului Nitra din Slovacia. A făcut parte din echipa care a realizat strategia culturală a orașului Timișoara pentru perioada 2014-2024. În 2014 a câștigat prestigiosul premiu "Ibsen Scholariship" oferit de guvernul norvegian, cu proiectul "Surorile Heddei. Susținerea femeilor artist din România și Estul Europei".
A inițiat o serie de traduceri ale unora dintre cele mai importante scrieri în domeniul artelor spectacolului, a tradus lucrările a 50 cei mai importanți regizori și Ghidul Routledge de Teatru și Performance (2012).

## Cărți publicate
- 2003 - Șah la regizor: publicistică teatrală, Editura Fundației Culturale Române[3]
- 2005 - Măștile lui Alexander Hausvater, Editura Teatrul Azi, colecția „Galeria Teatrului Românesc”
- 2008 - Casa dinăuntru, prefață de Georges Banu
- 2010 - Mihai Măniuțiu - Spațiul cameleonic (volum trilingv)
- 2015 - Utopii performative: Artiști radicali ai scenei americane în secolul 21
- 2016 - Fluturele gladiator  - Teatrul politic, queer & feminist pe scena românească[2]

## Conferințe susținute
- „Teatrul de stradă, o panoramă a teatrului în aer liber din România”, la Festivalul Artelor de Stradă, ediția a 5-a, Valladolid 2004
- „Noua dramaturgie românească: alți ochi, aceeași realitate”, conferință inclusă în programul Institutului Cultural Român de la Berlin, după participarea românească la a 6-a ediție a Festivalului de nouă dramaturgie, organizat de Teatrul Schaubuhne am Leihniner Platz, Berlin 2006

## Interviuri
- Vocea femeilor începe să se audă din ce în ce mai bine și în teatrul românesc
- Magda Bordeianu Brandsdorfer despre regia de teatru în comunism: „Dacă erai în organizația de partid sau UTC aveai mai multe șanse să îți arăți potențialul”
- Thomas Perle, dramaturg: „România este locul meu de rădăcină” (wurzelort), locul inspirației”
- DOSAR TEATRUL ITALIAN CONTEMPORAN Gianni Forte, co-curator Bienale Teatro di Venezia „Descoperim și susținem creația tânără contemporană globală”
- Radu Beligan, ultimul interviu: ”Am satisfacția că atât la Comedie, precum și la Național am reușit să dau teatrului românesc din anii aceia o plajă de liniște”
- Cum arată familia contemporană?